# جان براون بارون براون مدینگلی
جان براون بارون براون مدینگلی (انگلیسی: John Browne, Baron Browne of Madingley؛ زادهٔ ۲۰ فوریهٔ ۱۹۴۸) یک سیاست‌مدار اهل بریتانیا است.
وی همچنین برنده جوایزی همچون مدرک افتخاری شده است.